# روبرت إف. ماركس
روبرت إف. ماركس (بالإنجليزية: Robert F. Marx)‏ هو كاتب ومؤرخ وعالم إنسان أمريكي، ولد في 8 ديسمبر 1933 في بيتسبرغ في الولايات المتحدة، وتوفي في 4 يوليو 2019 في فلوريدا في الولايات المتحدة.